# Ernesto Labarthe
Ernesto Enrique Labarthe Flores (Lima, 2 de junio de 1956) es un exfutbolista peruano. Está considerado dentro de los destacados delanteros del Sport Boys. Jugó en Perú, México y Chile.

## Biografía
Ernesto Labarthe nació en Lima, el 2 de junio de 1956. Hijo del expresidente del Sport Boys Jorge Labarthe y padre de Gianfranco Labarthe Tomé, jugador de Universitario. Actualmente tiene 68 años. Está casado con Franca Tomé.

## Trayectoria
En 1973 debutó en el Sport Boys, con este club fue subcampeón en 1976. Jugó también en el Palestino de Chile y Monterrey de México. Se retiró del fútbol al serle detectado una enfermedad al corazón.

## Selección nacional

### Participaciones en Copas del Mundo
| Mundial                        | Sede      | Resultado        |
| ------------------------------ | --------- | ---------------- |
| Copa Mundial de Fútbol de 1978 | Argentina | Cuartos de final |

### Participaciones en Copa América
| Copa América      | Sede          | Resultado    |
| ----------------- | ------------- | ------------ |
| Copa América 1979 | Sin sede fija | Tercer lugar |

## Clubes
| Club       | País   | Año       |
| ---------- | ------ | --------- |
| Sport Boys | Perú   | 1973-1978 |
| Palestino  | Chile  | 1979      |
| Sport Boys | Perú   | 1980      |
| Monterrey  | México | 1980-1981 |
| Sport Boys | Perú   | 1982-1983 |